# خارطة جينية
يصف رسم الخرائط الجينية أو رسم خرائط الجينوم الطرق المستخدمة لتحديد موقع الجين على الكروموسوم والمسافات بين الجينات. يمكن لرسم الخرائط الجينية أيضًا أن يصف المسافات بين المواقع المختلفة داخل الجين.
إن جوهر كل رسم خرائط الجينوم هو وضع مجموعة من العلامات الجزيئية في مواقعها على الجينوم. العلامات الجزيئية تأتي في جميع الأشكال. يمكن النظر إلى الجينات كنوع خاص من العلامات الجينية في بناء خرائط الجينوم، ورسمها بنفس الطريقة مثل أي علامات أخرى. في بعض مجالات الدراسة، يساهم رسم الخرائط الجينية في إنشاء مؤتلفات جديدة داخل الكائن الحي.
تساعد خرائط الجينات في وصف الترتيب المكاني للجينات على الكروموسوم. يتم تعيين الجينات في موقع محدد على الكروموسوم المعروف باسم الموضع، ويمكن استخدامها كعلامات جزيئية للعثور على المسافة بين الجينات الأخرى على الكروموسوم. توفر الخرائط للباحثين الفرصة للتنبؤ بأنماط وراثة سمات محددة، مما قد يؤدي في النهاية إلى فهم أفضل للسمات المرتبطة بالأمراض.
الأساس الجيني لخرائط الجينات هو توفير الخطوط العريضة التي يمكن أن تساعد الباحثين في تنفيذ تسلسل الحمض النووي. تساعد خريطة الجينات في تحديد المواقع النسبية للجينات وتسمح للباحثين بتحديد المناطق ذات الاهتمام في الجينوم. ويمكن بعد ذلك التعرف على الجينات بسرعة وتسلسلها بسرعة.
هناك طريقتان لإنشاء خرائط الجينات (رسم الخرائط الجينية) تشمل رسم الخرائط الفيزيائية ورسم الخرائط الجينية. يستخدم رسم الخرائط الفيزيائية تقنيات البيولوجيا الجزيئية لفحص الكروموسومات. وبالتالي تسمح هذه التقنيات للباحثين بمراقبة الكروموسومات مباشرة بحيث يمكن إنشاء خريطة بمواقع الجينات النسبية. ومن ناحية أخرى، يستخدم رسم الخرائط الجينية التقنيات الجينية لإيجاد الارتباط بين الجينات بشكل غير مباشر. وتشمل هذه التقنيات تجارب التهجين (الهجين) وفحص الأنساب. يتيح كلا النهجين إنشاء خرائط تحلل المواقع النسبية للجينات والتسلسلات المهمة الأخرى.

## تعريف الجين
الجينات هي الوحدة الأساسية للمعلومات الوراثية في كل الكائنات الحية، فهي تحمل المعلومات اللازمة لبناء الخلايا والحفاظ عليها والقيام بكافة الوظائف الحيوية ومن ثم بناء أجسام الكائنات وإعطائها صفاتها المميزة.
يعتبر الجين وحدة بناء الأحماض النووية (DNA), ويتكون من وحدات بنائية أصغر تسمىالنيوكلوتيدات.

## التعبير عن الجينات
تبدأ عملية التعبير عن الجين بنسخ جزء من ال (DNA) والذي يحمل الجين إلى الحمض النووي الرسول وذلك داخل النواة ثم ينتقل بعد ذلك للسايتوبلازم حيث تتم عملية الترجمة إلى بروتين وذلك عن طريق اتحاد الريبوسوم مع الحمض النووي الرسول ويقوم الحمض النووي الناقل بنقل الأحماض الأمينية لتكَون سلسلة الأحماض الأمينية المٌكونة للبروتين.

## مشروع فك الشفرة الوراثية
يقوم المشروع على فك شفرة الجينات (ما يقرب من 30000 جين بشري مختلف) من حيث تحديد أماكنها وترتيب النيكلوتيدات المكونة لها، وتخزين تلك المعلومات في قواعد البيانات. وقد شارك في هذا المشروع أكثر من 18 دولة واستمر المشروع من سنة 1990 إلى سنة 2003. ولنا أن نتصور أن حجم المعلومات الوراثية يتطلب من الفرد حوالي 9 سنوات ونصف لقرائته. ولذلك يعتبر هذا المشروع بمثابة خريطة تمكن العلماء من البحث عن الجينات ومعرفة كافة المعلومات عنها.

## العلاج بالجينات
هو استبدال الجينات التالفة المسببة للمرض بأخرى سليمة لعلاج ذلك المرض, أو إدخال جينات سليمة تحمل معلومات وراثية مرغوب فيها إلى داخل الخلية ولذلك يعتبر الجين في هذه الحالة كدواء.
يقدم العلاج بالجينات إمكانية تزويد جسم الإنسان نفسه بالقدرة علي تخليق بعض المواد (الأدوية) وفي الوقت المناسب أيضاً، مع إمكانية استمرار العلاج مدى الحياة.

### كيفية العلاج بالجينات
يتم العلاج بالجينات عن طريق إيقاف عمل الجين التالف أو إدخال نسخة سليمة من الجين. وهنا شرح مبسط للعمليتين الأساسيتين في العلاج بالجينات:
1- إيقاف عمل الجين التالف
ويتم فيه إيقاف عمل الجين التالف ومنعه من إفراز البروتين المسبب للمرض ويتم ذلك عن طريق التدخل في أي مرحلة من مراحل التعبير عن الجين ومنع إفراز البروتين المسبب للمرض وذلك بإدخال قطع من ال(DNA) لا تحمل أي معلومات وراثية لتتحد مع الجين التالف وتمنع عملية إنتاج البروتين.
2-إدخال نسخة سليمة من الجين
وفيه يتم إدخال نسخة سليمة من الجين المراد التعبير عنه والذي بدوره سوف يعالج المرض حتى في حالة وجود النسخة التالفة من الجين. ويوجد طريقتان لإدخال نسخة سليمة من الجين إما أن تتم عملية الإدخال خارج الجسم أو داخل الجسم.
أ- خارج الجسم
وفيها يتم أخذ الخلايا المراد إدخال الجين فيها من الجسم ثم يتم إدخال الجين المرغوب في الخلايا مع استنبات تلك الخلايا في ظروف خاصة. ثم يتم إعادة الخلايا المعدلة مرة أخرى إلى الجسم. ومن أمثلة تلك الخلايا : خلايا الورم، ونخاع العظام، وكريات الدم البيضاء، والخلايا الكبدية، وخلايا العضلات.
ب-داخل الجسم
وفيها يتم إدخال النسخة السليمة من الجين مباشرة إلى الخلية داخل جسم الإنسان وذلك باستخدام أنظمة توصيل معينة دون الحاجة إلى إزالة تلك الخلايا خارج جسم الإنسان. ولذلك فهذه الطريقة مناسبة للخلايا صعبة الحصول عليها مثل خلايا المخ، وخلايا الرئة، وخلايا القلب.

## أنظمة توصيل الجينات
نظراً لكون الجين ذو حجم كبير نسبياً لاختراق الخلية ولوجود شحنة سالبة عليه (نظراً لوجود مجموعة الفوسفات في تركيب النيكليوتيدات) وكذلك لأن طبيعته مُحبة للماء عكس طبيعة غشاء الخلية المراد اختراقه المُحب للدهون, ظهرت الحاجة لوجود أداة لتوصيل الجين إلى داخل الخلية (داخل النواة) وكذلك لحمايته من التحلل بواسطة الإنزيمات المُحللة الموجودة في الليزوزم داخل الخلية، وهو ما يسمي بالناقل.
فالناقل هو عبارة عن أداة ترافق الجين لمساعدته على اختراق جدار الخلية أولاً وحمايته من التحلل واختراق الغشاء النووي ثانياً ومن ثم تحرر الجين داخل النواة حيث يتم التعبير عنه.

### أنواع ناقلات الجينات
1- ناقلات فيروسية
نظراً لقدرة الفيروسات على اختراق الخلايا وإدخال المادة الوراثية إلى داخلها فقد لفتت نظر العلماء لإمكانية استخدامها في نقل الجين المرغوب فيه إلى داخل خلايا الجسم.
ويتم استخدامها عن طريق إفراغ الفيروس من محتواه الجيني واستبداله بالجين العلاجي المطلوب إدخاله. ولكن من عيوب استخدام الناقلات الفيروسية احتمالية تنشيط المحتوى الجيني الفيروسي الذي تم إزالته ومن ثم حدوث مرض فيروسي، كذلك من الممكن أن تتسبب بعض أنواع الفيروسات في حدوث سرطان, كما أن طول الجين الذي يمكن حمله بواسطة الفيروس صغير.
2- ناقلات غير فيروسية
تعتمد على استخدام البلازميد وهو عبارة عن جزيء (DNA) دائري يوجد خارج المحتوى الجيني لبعض البكتيريا والخمائر وتحمل صفات وراثية ثانوية، وله القدرة على التكاثر الذاتي.
يعتمد استخدام البلازميد كناقل للجينات على استبدال جزء منه بالجين المراد إدخاله ثم إدخاله إلى داخل الخلايا إما بمفرده أو مع أنظمة أُخرى مثل الليبوزوم أو بعض البوليمرات الموجبة أو متعادلة الشحنة.

## أمثلة على بعض الأمراض المُمكن علاجها بالجينات
1- مرض التليف الكيسي (Cystic fibrosis)
من أكثر الأمراض الوراثية المميتة شيوعاً عند البيض وينشأ نتيجة عيب في الجين المسئول عن تصنيع انزيم (cystic fibrosis trans-membrane conductance regulator enzyme) والذي يؤدي نقصه إلى تكوين طبقة كثيفة من المخاط المُبطن للجهاز الهضمي والممرات الهوائية مما يؤدي إلى خلل في إفراز الإنزيمات الهاضمة بالجهاز الهضمي وخلل في عملية امتصاص الغذاء من القناة الهضمية، كذلك يتسبب في حدوث عدوى مميتة بالجهاز التنفسي.
ويمكن علاج هذا المرض بالجينات عن طريق إدخال نسخه سليمة من الجين المسئول عن إفراز ذلك الإنزيم عن طريق الاستنشاق.
2- مرض نقص المناعة الوراثي (Severe combined immun deficiency syndrome (SCIDs))
مرض وراثي مميت يحدث ذلك المرض نتيجة وجود عيب في الجين المسؤول عن إفراز إنزيم (Adenosine de-aminase enzyme) والمسؤول عن بعض الوظائف المناعية.
يمكن علاج هذا المرض عن طريق إدخال نسخة سليمة من الجين إلى داخل خلايا الدم البيضاء.
3- السرطان (Cancer)
ويمكن علاجه بالجينات إما عن طريق إيقاف عمل الجين المُسبب للسرطان، أو إدخال نسخة سليمة من الجين المثبط للورم أو باستخدام تقنية الجينات المنتحرة وفيها يحث الجين الخلية السرطانية على تكوين مادة تتسبب في تدمير الخلية نفسها.
4- الإيدز (مرض نقص المناعة المكتسب) (AIDS)
وفيها يتم إدخال جين في الخلايا المحتمل إصابتها بالفيروس المُسبب للأيدز ويجعل الخلية تكون مادة تمنع الفيروس من التكاثر والبقاء.
وكذلك يُمكن تطبيق تلك التقنية في علاج العديد من الأمراض الأُخرى مثل الشلل والرعاش ومرض زيادة الكوليستيرول في الدم الوراثي.

## أمثلة لبعض التجارب العلاجية
1- اشانتي ديسلفا
وهي أول تجربة ناجحة للعلاج بالجينات عام 1990. وهي مريضة تعاني من مرض نقص المناعة الوراثي والناتج عن خلل في الجين المسؤول عن إنتاج إنزيم أدينوسين دي اميناز والمهم للجهاز المناعي.
تم وضع اشانتي في الحجر الصحي حتى سن الرابعة ثُم تم علاجها بالجينات عن طريق سحب عينة من خلايا الدم البيضاء من الدم وإدخال نسخة سليمة من الجين إلى الخلايا ثم إنماء الخلايا في مزرعة خاصة ثم إعادة خلايا الدم البيضاء إلى جسم اشانتي. وبذلك تعيش اشانتي حياة طبيعية مع حاجتها لجرعات منشطة من تلك الخلايا لأن خلايا الدم البيضاء لها دوره حياة محددة تموت بعدها.
ويمكن استهداف خط الخلايا الجذعيةالخلايا الجذعية الموجودة بنخاع العظام والمسئول عن تصنيع خلايا الدم ولذلك فلا حاجة لجرعات منشطة في هذه الحالة.
2- جيس جيلسنجر
يعتبر أول ضحية للعلاج بالجينات. جيلسنجر كان مُصاب بمرض وراثي نادر في الكبد يسبب ارتفاعاً مخيفاً في نسبة الأمونيا في الدم, ومع أن حالته كانت غير مُميتة وكان يتم التحكم فيها عن طريق الأدوية والتنظيم الغذائي إلا أنه تطوع للمشاركة في تجربة للعلاج بالجينات.
مات جيلسنجر بعد أن تم حقنه بالناقل الحامل للجين نتيجة رد فعل مناعي من الجسم أدى إلى فشل في أعضاء متعددة.
وبعد تلك التجربة جمدت المنظمة العالمية للأغذية والدواء كل التجارب العلاجية باستخدام تقنية العلاج بالجينات ووضعت قوانين صارمة لتلك التقنية.
وعلى الرغم من بعض التجارب الغير ناجحة، إلا أن العلاج بالجينات ما زال يعتبر الحلم الذي يداعب خيال العالم لعلاج العديد من الأمراض، ولذلك فإن عدد الشركات المهتمة بأبحاث العلاج بالجينات في تزايد مستمر حول العالم.
ظهر أول منتج لعلاج السرطان بالجينات للنور في الصين عام 2004 تحت اسم (Gendicine).
وهو عباره عن جين (P53), والذي يثبط تكوين الأورام، محمول على ناقل فيروسي مُعدل وعند حقن هذا الدواء في الورم يقوم الفيروس بإدخال الجين إلى داخل الخلايا السرطانية والذي يحث الخلية على قتل نفسها.
ومن المبشر أنه تم اختبار (جينديسين) على حالات متأخرة من سرطان الخلايا الحرشفية بالرأس والعنق وبعد استمرار العلاج لمدة 8 اسابيع بواقع حقنة واحدة أسبوعياً أظهرت النتائج أن أكثر من 64% من المرضى تم شفائهم تماماً و32% أظهروا انحسار جزئي للمرض.
وإذا تم استخدام (جينديسين) مع العلاج الكيماوي أو العلاج الإشعاعي فإن كفاءة العلاج تزداد إلى ثلاثة أضعاف.

## الجانب الأخلاقي من العلاج بالجينات
يجب أن تسخر تلك التقنية المذهلة لخدمة البشرية مع وجود ضوابط كي لا تضر بالبشرية عن طريق الاستخدام الخاطئ لأنها سلاح ذو حدين. فيجب أن تستخدم لعلاج العيوب والأمراض الوراثية فقط وليس لتطوير الخصائص الطبيعية للإنسان أو استخدامها في الحروب. كما يجب استخدام العلاج بالجينات على مستوى الخلايا الجسدية والخلايا الجذعية فقط وليس الخلايا التناسلية لأن أي خطأ فيها سوف يتحمله جيل كامل. كما يجب الحذر عند التعامل مع ال (DNA) لأنه مايسترو الحياة.